# Ladiner

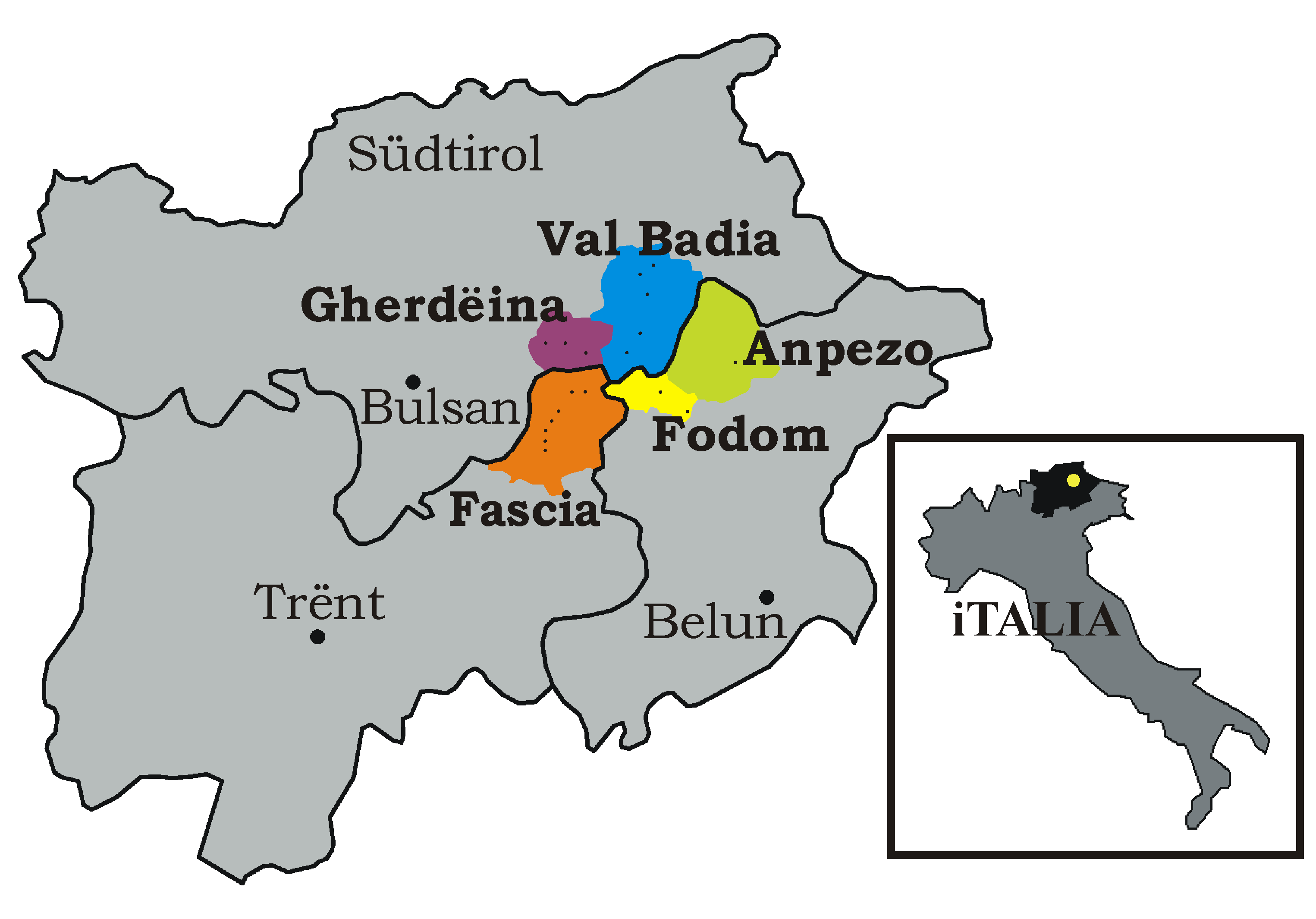
De fem ladinska dalarna.

Ladiniens inofficiella flagga.

Ladiner eller ladinare är de cirka 35 000 invånare som lever i Dolomiterna (norra Italien) och som talar en rätoromansk dialekt vid namn ladino eller ladinska. Ladiner bebor några relativt isolerade dalgångar runtomkring staden Bolzano och turistcentrumet Cortina d'Ampezzo, i provinsen Trentino-Alto Adige. Sedan 1977 har ladiner rätt till såväl visst inflytande i den lokala politiken och dess organ som så kallad "kulturell autonomi". Sedan 1989 erkänns ladino som förvaltningsspråk för regionen. I ladiners folkkultur finns det en stark anknytning till hantverkstraditionen, ett arv från förr när villkoren var mycket knappa.